# Castell de Censà
El Castell de Censà va ser una fortificació medieval que protegia el poble de Censà, de la comarca del Conflent, a la Catalunya del Nord.
Les seves restes són al nord del poble, dalt d'un turó al costat nord-oest del poble (a les memòries arqueològiques consta que és a la parcel·la cadastral B - 282).

## Història
El castell apareix esmentat en un document de mitjan segle xiii, quan es fa constar que pertany a Santa Maria de Cornellà de Conflent (castrum de Sansiano, 1263), i se'l cita en la documentació fins a finals del XIV. Estava situat en un lloc estratègic de la frontera, que el permetia vigilar la vall de Cabrils (Aiguatèbia i Talau, Oleta) i servir de torre de senyals. Les epidèmies de pesta del 1438 delmaren Censà, i a finals del segle xv les ocupacions d'hugonots que fugien de la repressió religiosa, i la repressió de les tropes franceses, acabaren d'enderrocar el poble amb castell i església. Quan hom emprengué la reconstrucció i repoblament de Censà a partir del 1562 sembla que les pedres del castell s'utilitzaren en la construcció de les cases, fent desaparèixer de forma efectiva les restes de la fortificació.

## Restes del castell
A partir de la memòria oral, l'arqueòleg Georges Castellvi l'any 1985 excavà un indret de Censà, vora uns murs de pedra dalt d'un turó amb bones vistes, on s'afirmava que hi havia hagut el castell, i hi trobà proves del fossat defensiu, restes de ceràmica i rocam procedent de l'aterrament de l'edificació.